# Алткален
Алткален (њем. Altkalen) општина је у њемачкој савезној држави Мекленбург-Западна Померанија. Једно је од 62 општинска средишта округа Гистров. Према процјени из 2010. у општини је живјело 884 становника. Посједује регионалну шифру (AGS) 13053003.

## Географија
Алткален се налази у савезној држави Мекленбург-Западна Померанија у округу Гистров. Општина се налази на надморској висини од 37 метара. Површина општине износи 45,5 km².

## Становништво
У самом мјесту је, према процјени из 2010. године, живјело 884 становника. Просјечна густина становништва износи 19 становника/km².